# Polot 2
Polot 2 – radziecki satelita technologiczny programu Polot, prototyp orbitalnej broni antysatelitarnej. Zadaniem prototypu było sprawdzenie systemów kontroli położenia i napędu.